# Куртугуз (озеро)
Куртугу́з (изредка Кортогуз) — озеро на территории городского округа Богданович Свердловской области, Россия в 96 км к северо-востоку от Екатеринбурга, относящееся к бассейну реки Кунары.
Код водного объекта в Государственном водном реестре 14010502211111200011400.
Высота над уровнем моря — 169 м.
Озеро является гидрологическим памятником природы. Озеро и прилегающая к нему территория образуют ландшафтный заказник регионального значения общей площадью 1854 га.

## Физико-географическая характеристика
Озеро окружено живописным смешанным лесом. Питание озера идёт за счёт атмосферных осадков и вод местного и поверхностного стоков. Вода в озере пресная, светлая и прозрачная. На дне имеются значительные запасы сапропеля.
Площадь зеркала составляет более 1000 га, средняя глубина — от 2 до 4 м.

## Животный мир
- Рыбы: окунь, чебак, щука, пелядь, серебряный карась, золотой карась, ротан[5][6].
- Птицы: утки — гнездятся на окрестных болотах[6].
- Прочие: ондатра[6].